# Джованні Андреа Дондуччі
Джованні Андреа Дондуччі (відомий також як Мастеллатта; 1575—1655) — італійський художник доби бароко, представник Болонської школи у живописі. Відомий картинами на релігійну тематику за сюжетами з Біблії.

## Біографія
Народився 14 лютого 1575 року у Болоньї в родині Андреа, «який робив діжки» і Паоли, його дружини. Батько художника був ремісником, майстром з виготовлення чанів (італ. mastelli). Звідси походить прізвисько Дондуччі — Мастеллата. Навчався мистецтву живопису у Академії Карраччі, приблизно в один і той самий період, що й Доменікіно, Лучіо Массарі і, можливо, Альбані. Існує мало згадок про його юнацьку творчість, але його учнівство в Академії Карраччі, можна датувати останнім десятиліттям XVI століття, ймовірно, до 1595 року, року, коли Агостіно і Аннібале Карраччі виїхав з Болоньї до Риму.
Належав до покоління Карраччі — художників, навчених або натхненних цим майстром живопису. До цієї генерації живописців належали Джакомо Каведоне (1577—1660), Алессандро Тіаріні (1577—1668), Лучіо Массарі, Ліонелло Спада (1576—1622), Лоренцо Гарб'єрі. Біограф митця Мальвазія стверджує, що Дондуччі товаришував з генуезцем Агостіно Тассі, коли перебував у Римі.
Дондуччі відкинув деякі з оновлень запропоновані Карраччі. Натомість він повернувся до джерел еміліанського маньєризму XVI століття, погоджуючись на ризики анахронізму та архаїчності у своєму стилі. Дана ним інтерпретація проблем, що стояли перед попереднім поколінням художників, була дуже оригінальною. Митець відкидав елементи каліграфічного відтворення моделі, віддавав перевагу прихованим симптомам неспокою та езотеричним аспектам. Порівняно з сучасними йому живописцями, Дондуччі зробив антикласичний вибір. 
Перший, ще незрілий, синтез стилів можна помітити в його ранніх роботах. До них відноситься картина «Містичний шлюб Святої Катерини» (Галерея Спада, Рим). За своїми особливостями твір поєднує стиль Лодовіко Карраччі та П'єтро Фаччіні.
Більш яскравими роботами в стилі Лодовіко Карраччі, були 2два полотна Дондуччі присвячені історії Моїсея. Вони датовані приблизно 1600 роком. Ці картини були створені у Римі на замовлення родини Спада. Ймовірно художник там опинився під впливом інших болонських художників серед яких в той час потяг  до Риму. На це міг вплинути його сучасник та друг Гвідо Рені. 
У 1613-1614 роках брав участь в оздобленні каплиці Святого Домініка в базилиці Сан Доменіко у Болоньї. В каплиці праворуч була картина «Диво сорока потопельників» (1613), а ліворуч — полотно «Воскресіння юного Наполеона Орсіні» (1614). Він також створив фрески святих покровителів Болоньї на підвісках куполу, а саме: Святого Флоріана, Святого Франциска, Святого Проколо та Святого Петронія.
Мальвазія описує його до кінця 1620-х років як дедалі більш невротичного та замкнутого: «ворог своїх друзів, підозрілий до всіх, іншими словами ненавидить самого себе». Створені ним фігури мають майже фантасмагоричний запал, схожі на творіння Алессандро Маньяско, що не є характерним для болонського класицизму. Дондуччі також займався пейзажним живописом. Створені ним складні пейзажі мають відбиток впливу робіт Скарселліно або Нікколо дель Аббате.
Його останньою задокументованою роботою митця є вівтарний образ Мадонна дель Джільо в церкві Сан-П'єтро в Реджо-Емілія, створена у 1639 році. Останні десять років діяльності Дондуччі залишаються абсолютно незадокументованими. Ймовірно, він діяв спорадично й непостійно, під впливом набутої неврівноваженості та невпевненості у власних силах.

## Вибранні твори
- «Сільський бенкет» (1610—1611). Полотно, олія.
- «Милостиня святого» ( 1610—1612 ). Полотно, олія, Національна пінакотека Болоньї
- «Ісус Христос, якому служать янголи» ( 1615—1617 ). Полотно, олія. Зберігається в ризниці церкви Санта-Марія-ді-Гальєра, Болонья.
- «Воскреслий Христос являється Матері». Пінакотека Парміджані , Бедонія
- «Віднесення Христа». Абатство Санта-Марія-дель-Монте в Чезені
- «Святий Христофор». Єпархіальний музей Карпі
- «Пейзаж з дамами і вершниками». Галерея Боргезе, Рим.
- «Моїсей врятований від води». Галерея Естензе. Модена.
- «Поклоніння пастухів». Парма.
- «Свята Трійця».
- «Добрий самарянин у величезному пейзажі».
- «Різдво Дитини Ісуса з янголами». Олія, мідь.

## Галерея

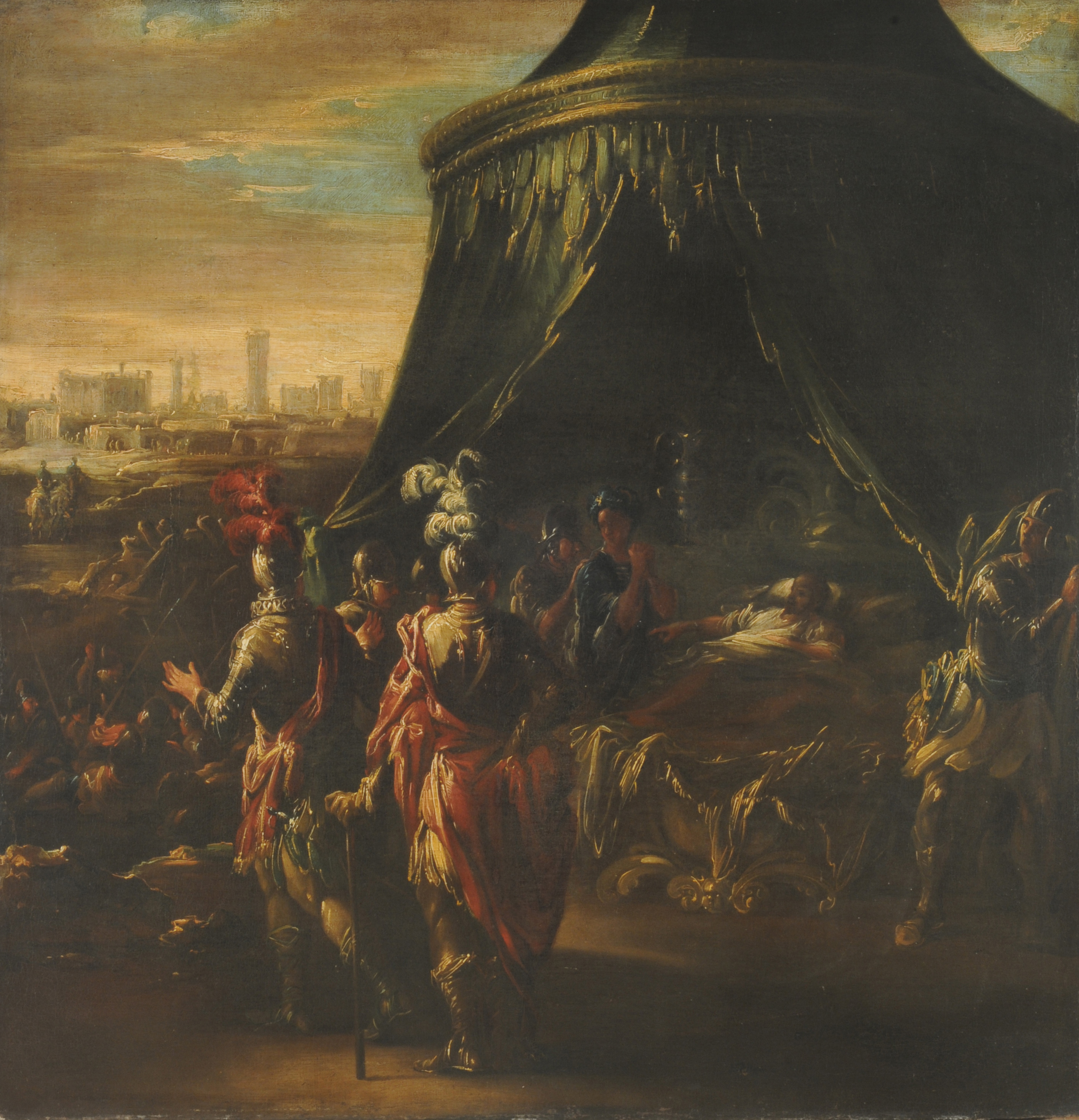
Сцена війни
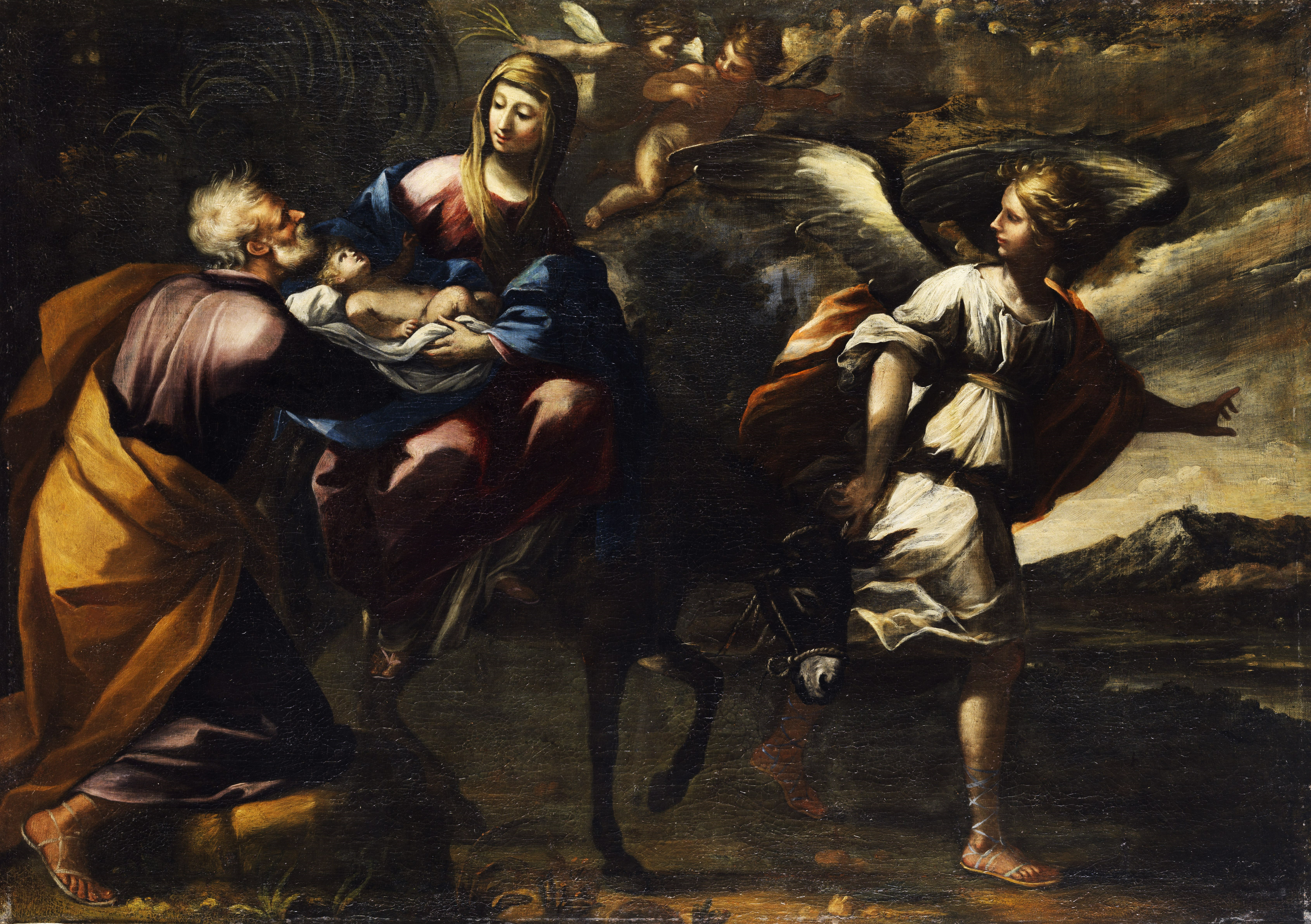
Втеча до Єгипту
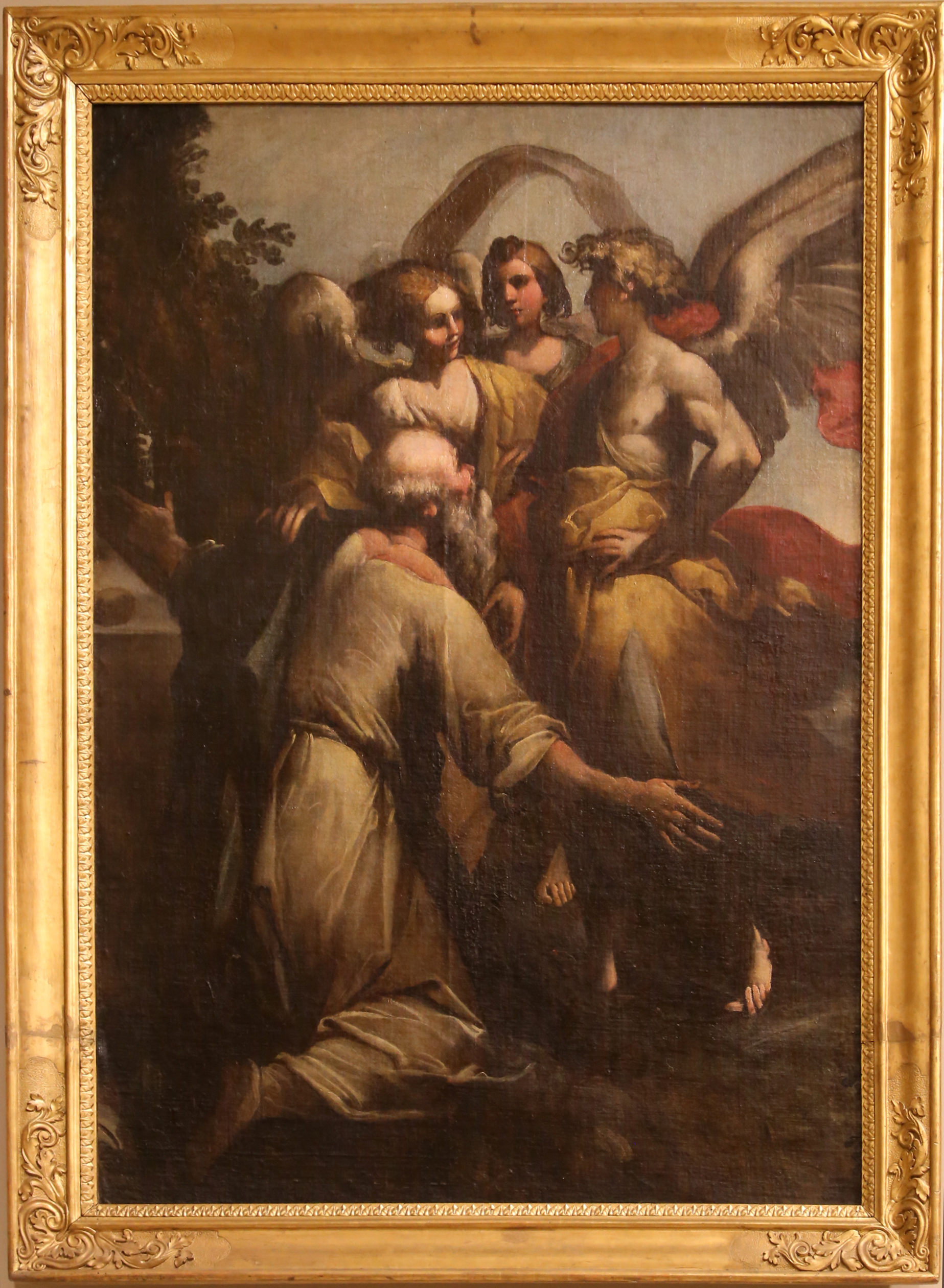
Поява трьох янголів
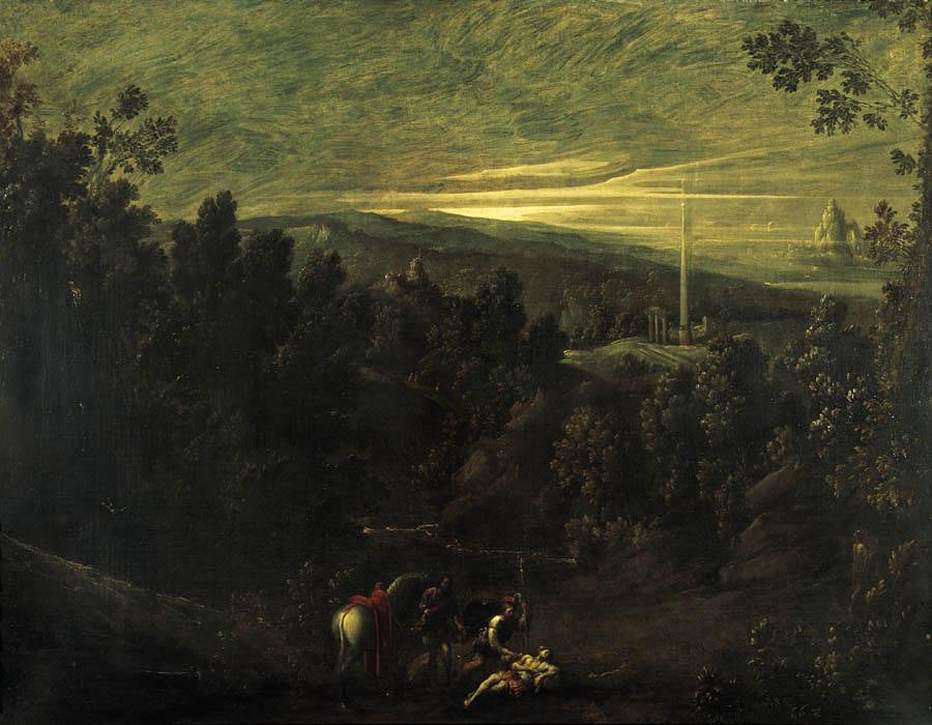
Добрий самарянин у величезному пейзажі
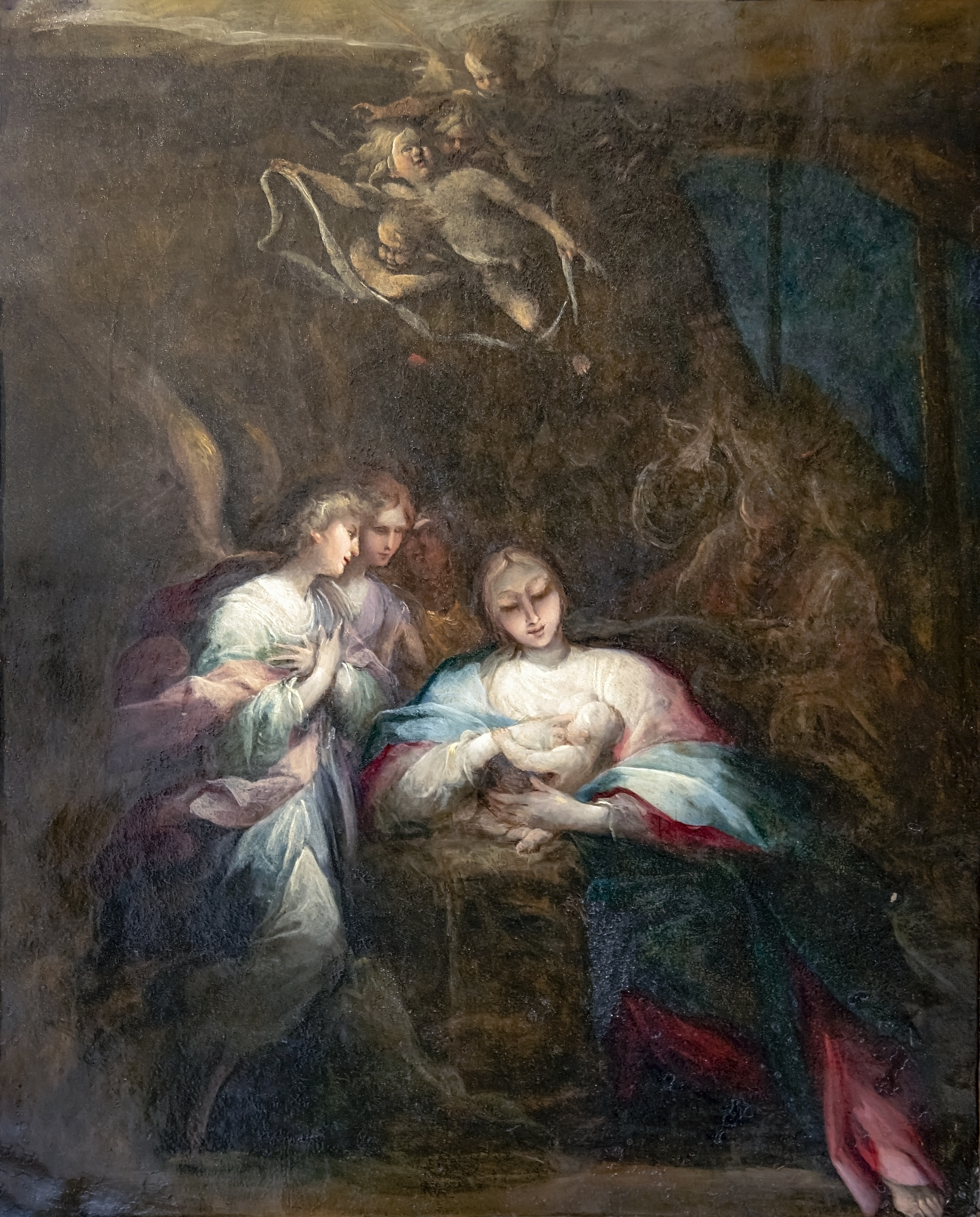
Різдво Дитини Ісуса з янголами
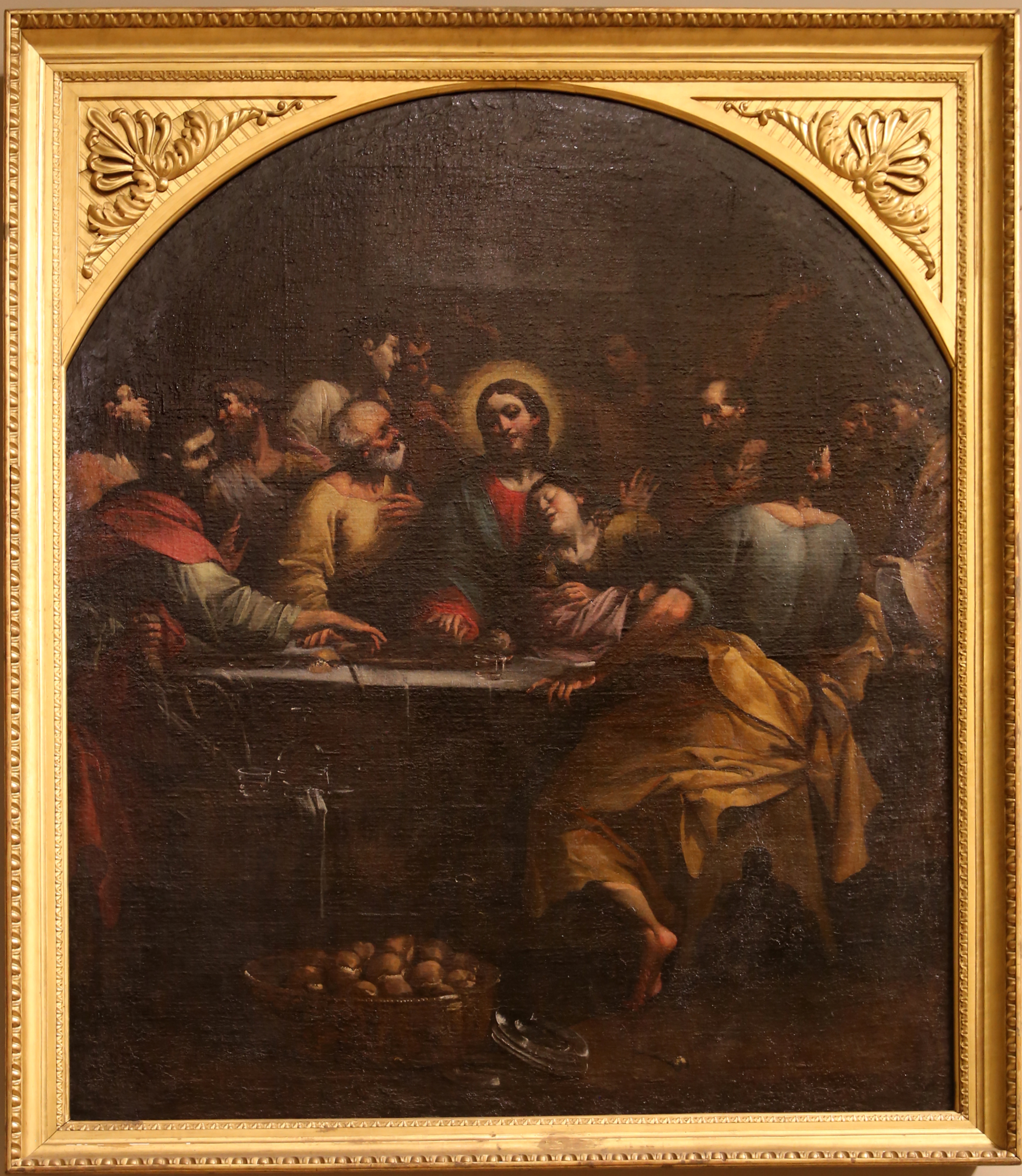
Таємна вечеря

## Цікаві факти
- Художник, який був сучасником Дондуччі - Джованні Марія Тамбуріні (Болонья, 1553 - 1612) отримав прізвисько Псевдо-Мастеллатта через атрибуцію деяких його робіт.